# Carl Thomas (cantante)
Carl Thomas (Aurora, 15 giugno 1972) è un cantautore statunitense.

## Biografia
Originario dell'Illinois, negli anni '90 si è trasferito a New York e qui nel 1997 ha conosciuto Sean Combs e ha firmato per la Bad Boy Entertainment. 
Con il singolo I Wish, pubblicato verso la fine del 1999, ha ottenuto un buon successo che è proseguito anche con l'album d'esordio Emotional, uscito nell'aprile 2000, e con il singolo omonimo.
Il suo secondo disco Let's Talk About It è uscito nel marzo 2004, sempre per la Bad Boy Records di Sean Combs. Appare nell'album Pac's Life, disco postumo di Tupac Shakur.
Nel maggio 2007 in Giappone e nel giugno seguente negli Stati Uniti pubblicato il suo terzo album in studio So Much Better, a cui prendono parte come produttori diversi artisti tra cui Mike City e Bryan-Michael Cox. Il disco esce per la Bungalo Records.
Nel 2011 è la volta di Conquer (Verve Music Group).

## Discografia
Album
- 2000 – Emotional
- 2004 – Let's Talk About It
- 2007 – So Much Better
- 2011 – Conquer

Singoli
- 2000 – Summer Rain
- 2000 – I Wish
- 2000 – Emotional
- 2001 – Can't Believe (con Faith Evans)
- 2004 – She Is (feat. LL Cool J)
- 2007 – 2 Pieces
- 2011 – Don't Kiss Me